# David Graham (golf)
Pour les articles homonymes, voir David Graham (homonymie) et Graham.
David Graham, Anthony David Graham, né le 23 mai 1946 à Windsor, est un golfeur australien.

## Biographie
Né en Australie, il passe professionnel dès l'âge de 16 ans et rejoint les États-Unis. Il évolue sur le circuit américain du PGA Tour. Durant sa carrière sur ce circuit, il remporte huit titres, dont deux victoires en Majeurs. La première se produit lors de du championnat PGA 1979: disputé sur le parcours de Oakland Hills, il mène de deux coups avant le dernier trou. Mais, sur celui-ci, il réalise un double-boguey qui le conduit en playoff, face à Ben Crenshaw. Après deux premiers trous où il réussit deux long putt pour rester en playoff, il réussit un birdie sur le troisième trou qui lui donne la victoire.
Lors de sa victoire à l'US Open de 1981, il réussit un dernier tour à 67, ce qui lui permet de dépasser  George Burns, sur lequel il compte un retard de trois coups à l'issue du troisième tour. Il termine également trois autres fois dans le Top 5 d'un Majeur: quatrième du championnat PGA en 1976, cinquième du Masters en 1980, et troisième de l'Open britannique en 1985.
En 1996, à l'âge de 50 ans, il rejoint le Champions Tour. Sur celui-ci, il est victime sur le huitième trou du dernier tour d'une crise cardiaque qui le conduit à arrêter sa carrière de golfeur à l'âge de 58 ans.